# 香港攝影記者協會
香港攝影記者協會（Hong Kong Press Photographers Association），為香港的傳媒組織，組織意念為在社會中爭取市民對攝影記者的工作，能夠有更廣泛的認識及確立職業的道德標準。
協會由香港的攝影記者發起及成立，是香港最大型的攝影記者組織，會員過百人，來自全港幾乎所有的主要報章和重要刊物，更有部份會員在海外媒體工作，如美聯社、路透社、法新社等。
該會關注攝影記者進行採訪的權利，並出面為受到不公平或暴力待遇的同業，向政府及警方交涉。

### 會刊及活動
協會於2013年1月出版電子月刊「前線 （页面存档备份，存于）」，內容包括新聞圖輯，內容有攝影師訪問和專欄文章等。此外在1993年起每年舉辦全香港最大規模的攝影新聞比賽「前線‧焦點」，比賽分「突發新聞」、「一般新聞」、「人物」、「體育」、「特寫」、「自然與環境」與「圖片故事」七個組別，2024年起增設錄像攝影項目），並會定期舉行展覽及講座，推廣新聞攝影。

## 人物
- 主席陳奕釗
- 副主席周智堅